# Yo soy Bea
Yo Soy Bea ist die spanische Version der international erfolgreichen kolumbianischen Fernsehserie Yo soy Betty, la fea.
Sie wird seit Juli 2006 bei Telecinco, montags bis freitags, ausgestrahlt und erreicht zuletzt über drei Millionen Zuschauer, was einer Einschaltquote von 35 % entspricht. Der Zuschauerrekord liegt bei 4.096.000 Zuschauern für eine am Abend des 1. Dezembers 2006 ausgestrahlte Sonderfolge, die höchste Einschaltquote wurde mit 37,7 % am 12. Dezember 2006 erreicht (Stand: März 2007).
Diese Telenovela handelt von Beatriz Pérez Pinzón, einer hässlichen, doch intelligenten 26-jährigen Frau, die bei einer Modezeitschrift angestellt wird. Dort verliebt sie sich in ihren Chef, Álvaro Aguilar, den jungen neu ernannten Direktor dieser Zeitschrift.

## Auszeichnungen
Yo Soy Bea wurde von den Lesern der Zeitschrift Teleprograma zur besten Telenovela des Jahres 2006 gewählt, wodurch sie am 26. März 2007 den Preis TP de Oro erhielt.
Ruth Núñez wurde wegen ihrer Rolle als Beatriz Pérez Pinzón für die Preise Fotogramas de Plata und Premios de la Unión de Actores in der Kategorie Beste Fernsehdarstellerin sowie für den Preis TP de Oro in der Kategorie Beste Schauspielerin nominiert.